# Stalachtis picturata
Stalachtis picturata är en fjärilsart som beskrevs av Hans Ferdinand Emil Julius Stichel 1914. Stalachtis picturata ingår i släktet Stalachtis och familjen juvelvingar. Inga underarter finns listade i Catalogue of Life.